# Athanase de Villermont
Pour les autres membres de la famille, voir Famille Hennequin d'Ecquevilly.
Athanase Louis Emmanuel Hennequin, comte de Villermont, né à Cuis le 9 avril 1763, et mort à Aÿ le 28 octobre 1840, est un amiral français.

## Biographie
Fils de Gilles Hennequin de Villermont et de Suzanne Rose de Failly, il entre dans la marine royale comme garde-marine en 1778 et passe enseigne de vaisseau en 1781.
Membre de l'escadre du comte de Grasse aux Îles du Vent en 1781, il prend part à la Guerre d'indépendance américaine et assiste au combat du 29 avril 1781, à la bataille de la baie de Chesapeake, au combat de Saint-Christophe, au combat sous la Dominique, etc.
Il passe lieutenant de vaisseau en 1787.
Il émigra dans l'Armée des princes en 1792 et prend part à l'attaque de Thionville comme major du corps de la marine, puis au siège de Maastricht.
Il passe capitaine-lieutenant de la flotte Russe et, en 1797, exécute plusieurs missions pour le général russe Valérien Zoubov. Il infligea une sévère défaite à la flotte persane lors de l'Expédition russe en Perse de 1796.
À la première Restauration, il est promu capitaine de vaisseau et est employé à Cherbourg. En 1816, il est nommé sous-gouverneur du Collège royale de la marine (Angoulême), puis est promu contre-amiral en 1827.
En 1829, il fonde les Champagne Bollinger avec Joseph Jacob Bollinger, son futur gendre, et Paul Renaudin, sur des terres dont il avait hérité de son père.
Louis XVIII et son épouse avaient assisté à son second mariage avec Louise-Charlotte-Joséphine de Brettes. Il est le père d'Antoine Charles Hennequin de Villermont.

### Sources
- Dossier de Légion d'honneur de l'amiral de Villermont.